# Bunghișor

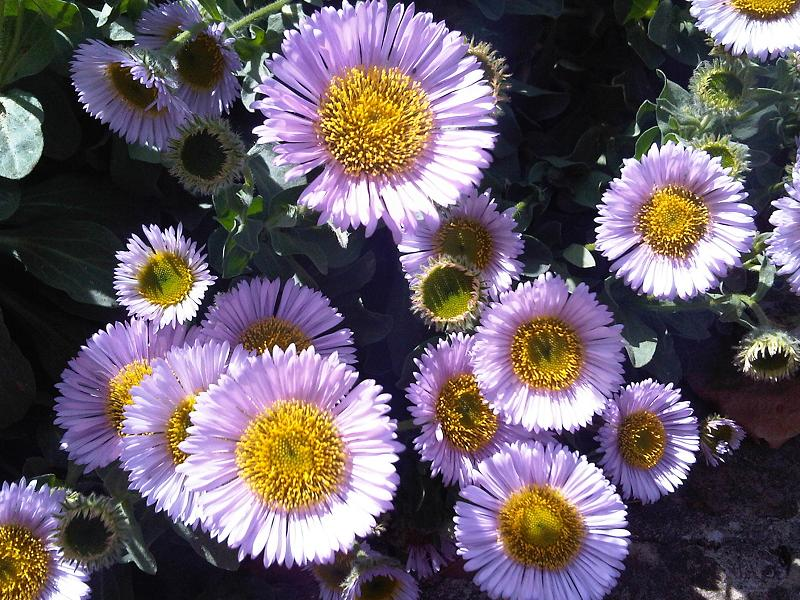
Flori de bunghișor

Bunghișorul (Erigeron nanus) este o plantă pitică din familia Asteraceae, cu tulpina de 20-50 mm. Are un singur capitul, în mijloc cu un disc de flori tubuloase gălbui, iar pe margini un singur rând de flori cu ligule roșii (asemănător cu ochiul boului de munte).
Frunzele sunt bazale alungite, înguste și în formă de limbă. Adesea culoarea frunzelor este gălbuie. Involucrul este roșcat, cu peri albicioși și deși.
Bunghișorul înflorește în lunile iulie-august.

## Răspândire
În România este răspândită prin munții Rodnei și Bucegi, în locuri pietroase și ierboase.